# Ристевски, Антонио
Антонио Ристевски (макед. Антонио Ристевски; 19 мая 1989, Скопье) — северомакедонский горнолыжник, участник Олимпийских игр 2010 и 2014 годов.

## Биография
Окончил Университет Святых Кирилла и Мефодия в Скопье.
В спортивной программе на Олимпийских играх в Ванкувере Антонио выступал в слаломе (не смог финишировать) и гигантском слаломе с результатом 2 минуты и 51,90 секунды и 53 местом.
В Сочи выступал также в слаломе (1:58,44 и 29 место) и гигантском слаломе (не смог финишировать).
На церемонии открытия Олимпийских игр в Ванкувере нёс флаг своей страны.